# Olay Lajos
Olay Lajos (Magyarszentmárton, 1844. – Budapest, 1910. december 14.) ügyvéd, országgyűlési képviselő.

## Életpályája
Baján dolgozott ügyvédként. 1881-ben lett országgyűlési képviselő Siklóson, amelyet az 1884–1887 közötti ciklusban is képviselt. 1882-ben Baján elindította a Bajai Figyelő című politikai lapot, melynek 1884-ig kiadó-tulajdonosa volt. 1892-ben Bácsalmás és térsége országgyűlési képviselője lett. 1896-ban a szigetvári térségben Biedermann Rezső mellett alulmaradt a választáson, de Biedermann Rezső leköszönése után ő lett Szigetvár országgyűlési képviselője.
Sírja a Fiumei úti sírkertben található.